# Nicola Piovani
Nicola Piovani (Rome, 26 mei 1946) is een Italiaans componist, met name bekend van muziek voor films en theater. In 1999 won hij een Oscar voor zijn muziek bij de film La vita è bella. Hij maakte muziek bij films van onder meer Federico Fellini, Roberto Benigni, Nanni Moretti, Paolo en Vittorio Taviani en bij Nederlandse films als Het meisje met het rode haar en De Vliegende Hollander.
Piovani studeerde muziek aan de Sapienza-universiteit in Rome en behaalde in 1967 een pianodiploma aan het Verdi Conservatorium in Milaan. In de daaropvolgende jaren studeerde hij orkestratie en werkte hij veel samen met Manos Hadjidakis.
Een van zijn populairste samenwerkingen was met regisseur Federico Fellini voor L' Intervista, Ginger e Fred en La voce della luna (The Voice of the Moon). Later eerde hij de grote regisseur door een ballet te schrijven met de titel "Balletto Fellini".

## Links
- Officiële website
- (en)   Nicola Piovani in de Internet Movie Database